# Julien Lemoine
Pour les articles homonymes, voir Lemoine.
Julien Lemoine est un homme politique français né le 4 aout 1849 à Hallines (Pas-de-Calais) et décédé le 30 juillet 1921 à Blendecques (Pas-de-Calais).
Ingénieur, ancien élève de l'école centrale des arts et manufactures (Promotion 1872), il est maire d'Hallines et conseiller général du canton de Lumbres en 1889, il est député du Pas-de-Calais de 1914 à 1921, inscrit au groupe des Républicains de gauche. 

## Sources
- « Julien Lemoine », dans le Dictionnaire des parlementaires français (1889-1940), sous la direction de Jean Jolly, PUF, 1960 [détail de l’édition]